# Tysk-österrikiska backhopparveckan 2002/2003
Tysk-österrikiska backhopparveckan 2002/2003 ingick i backhoppningsvärldscupen 2002/2003. Först hoppade man i Oberstdorf den 29 december, den 1 januari hoppade man i Garmisch-Partenkirchen och den 4 januari hoppade man i Innsbruck. Deltävlingen i Bischofshofen genomfördes slutligen den 6 januari.

## Oberstdorf

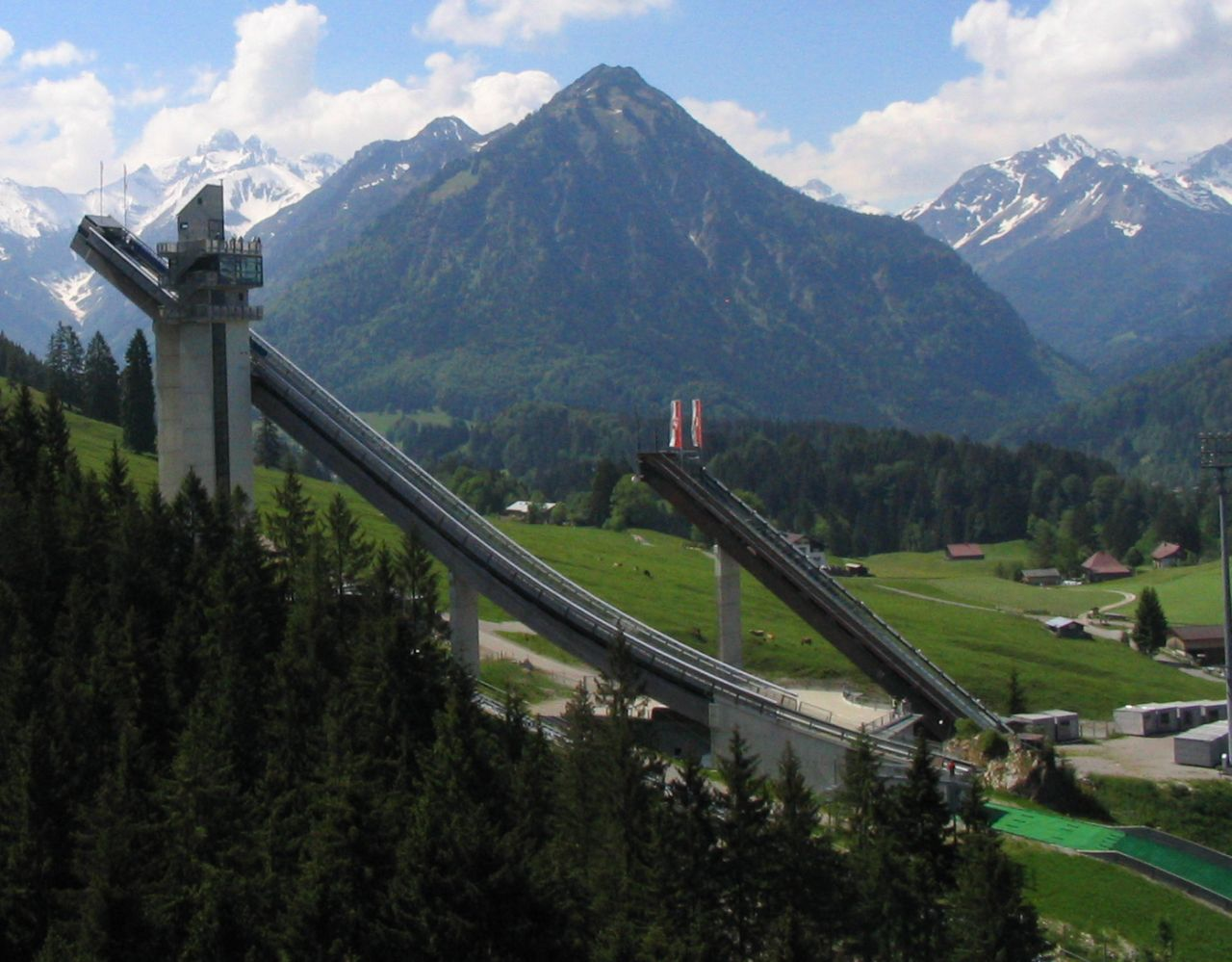
Backen i Oberstdorf

- Datum: 29 december 2002
- Land:  Tysklandf
- Backe: Schattenbergschanze

| Placering | Hoppare              | Land      | Poäng |
| --------- | -------------------- | --------- | ----- |
| 1         | Sven Hannawald       | Tyskland  | 263,1 |
| 2         | Martin Höllwarth     | Österrike | 257,7 |
| 3         | Janne Ahonen         | Finland   | 257,5 |
| 4         | Martin Schmitt       | Tyskland  | 252,5 |
| 5         | Andreas Kofler       | Österrike | 245,1 |
| 6         | Roar Ljøkelsøy       | Norge     | 243,6 |
| 7         | Primož Peterka       | Slovenien | 239,7 |
| 8         | Peter Žonta          | Slovenien | 239,0 |
| 9         | Thomas Morgenstern   | Österrike | 237,4 |
| 10        | Florian Liegl        | Österrike | 236,8 |
| 11        | Veli-Matti Lindström | Finland   | 235,8 |
| 12        | Damjan Fras          | Slovenien | 235,5 |
| 13        | Adam Małysz          | Polen     | 233,7 |
| 14        | Andreas Goldberger   | Österrike | 231,7 |
| 15        | Michael Uhrmann      | Tyskland  | 230,5 |

## Garmisch-Partenkirchen

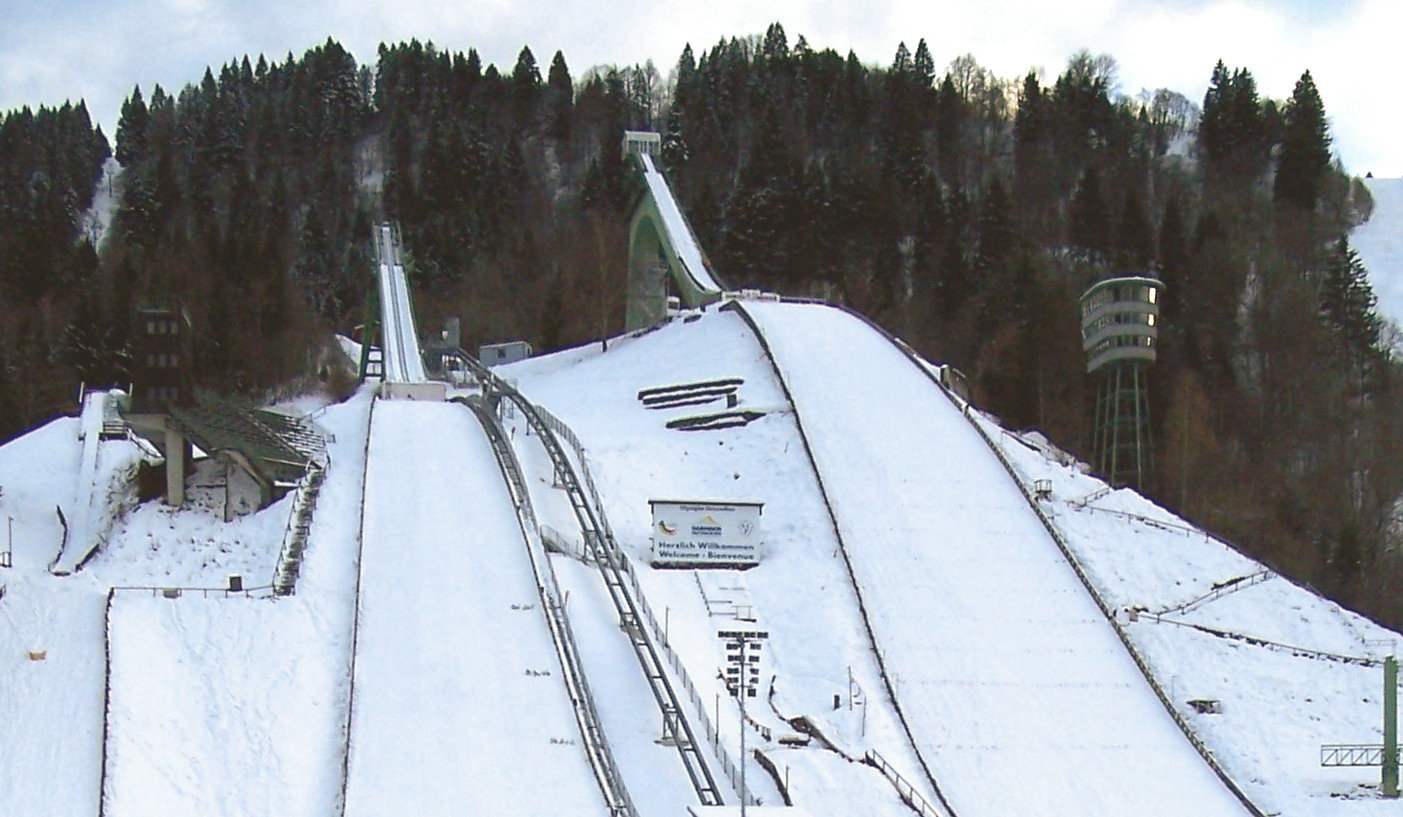
Backen i Garmisch-Partenkirchen

- Datum: 1 januari 2003
- Land:  Tyskland
- Backe: Große Olympiaschanze

| Placering | Hoppare              | Land      | Poäng |
| --------- | -------------------- | --------- | ----- |
| 1         | Primož Peterka       | Slovenien | 264,6 |
| 2         | Adam Małysz          | Polen     | 261,1 |
| 2         | Andreas Goldberger   | Österrike | 261,1 |
| 4         | Roar Ljøkelsøy       | Norge     | 256,1 |
| 5         | Janne Ahonen         | Finland   | 255,6 |
| 6         | Simon Ammann         | Schweiz   | 247,9 |
| 7         | Hideharu Miyahira    | Japan     | 245,9 |
| 8         | Andreas Kofler       | Österrike | 245,5 |
| 9         | Andreas Widhölzl     | Österrike | 239,8 |
| 10        | Martin Höllwarth     | Österrike | 236,9 |
| 11        | Arttu Lappi          | Finland   | 236,1 |
| 12        | Sven Hannawald       | Tyskland  | 235,1 |
| 13        | Jakub Janda          | Tjeckien  | 232,5 |
| 14        | Veli-Matti Lindström | Finland   | 232,3 |
| 15        | Tami Kiuru           | Finland   | 231,0 |

## Innsbruck

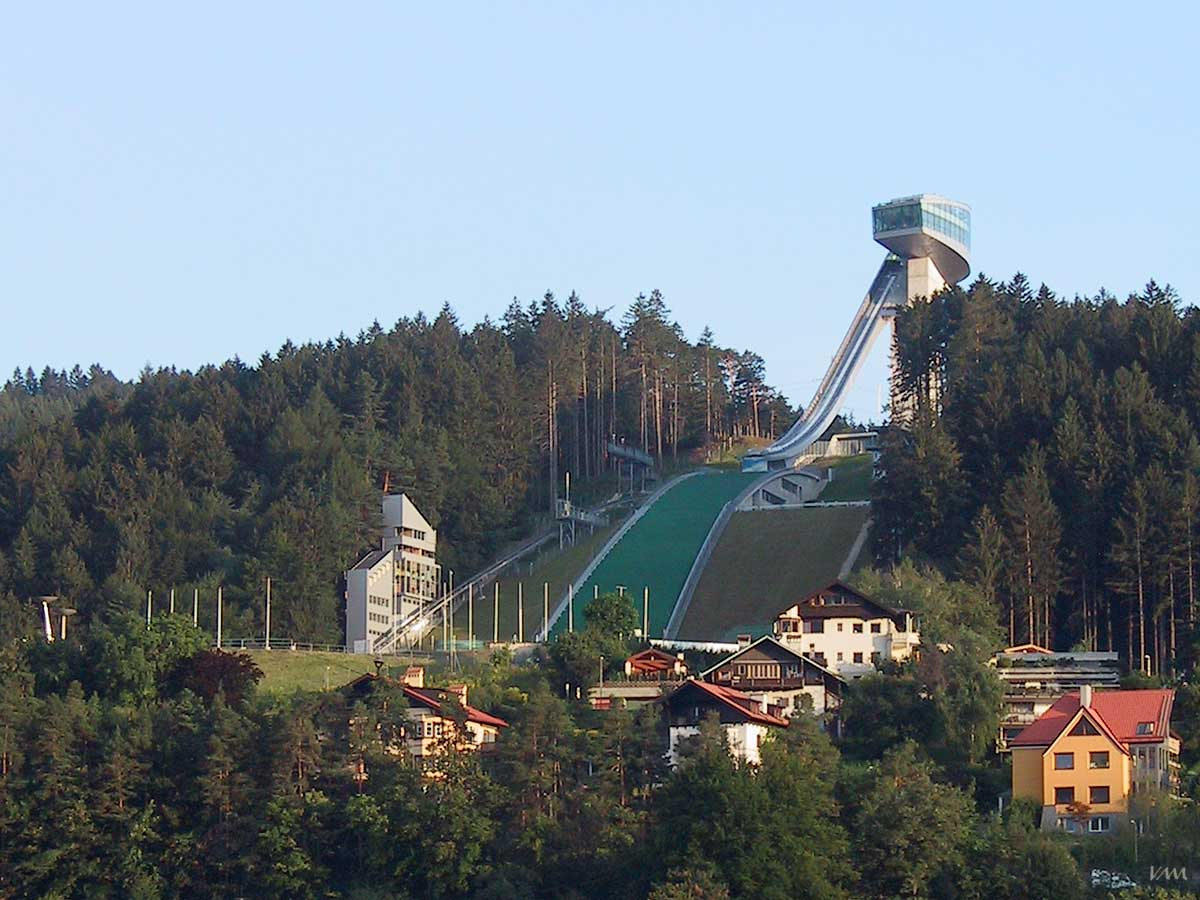
Backen i Innsbruck

- Datum: 4 januari 2003
- Land:  Österrike
- Backe: Bergiselschanze

| Placering | Hoppare             | Land      | Poäng |
| --------- | ------------------- | --------- | ----- |
| 1         | Janne Ahonen        | Finland   | 227,5 |
| 2         | Florian Liegl       | Österrike | 218,7 |
| 3         | Martin Höllwarth    | Österrike | 216,6 |
| 4         | Sven Hannawald      | Tyskland  | 215,7 |
| 5         | Andreas Widhölzl    | Österrike | 214,4 |
| 6         | Adam Małysz         | Polen     | 211,9 |
| 7         | Roar Ljøkelsøy      | Norge     | 210,6 |
| 8         | Andreas Goldberger  | Österrike | 208,4 |
| 9         | Martin Schmitt      | Tyskland  | 206,9 |
| 10        | Andreas Kofler      | Österrike | 204,6 |
| 11        | Hideharu Miyahira   | Japan     | 204,5 |
| 12        | Thomas Morgenstern  | Österrike | 202,9 |
| 13        | Noriaki Kasai       | Japan     | 202,8 |
| 14        | Balthasar Schneider | Österrike | 200,2 |
| 15        | Primož Peterka      | Slovenien | 198,1 |

## Bischofshofen

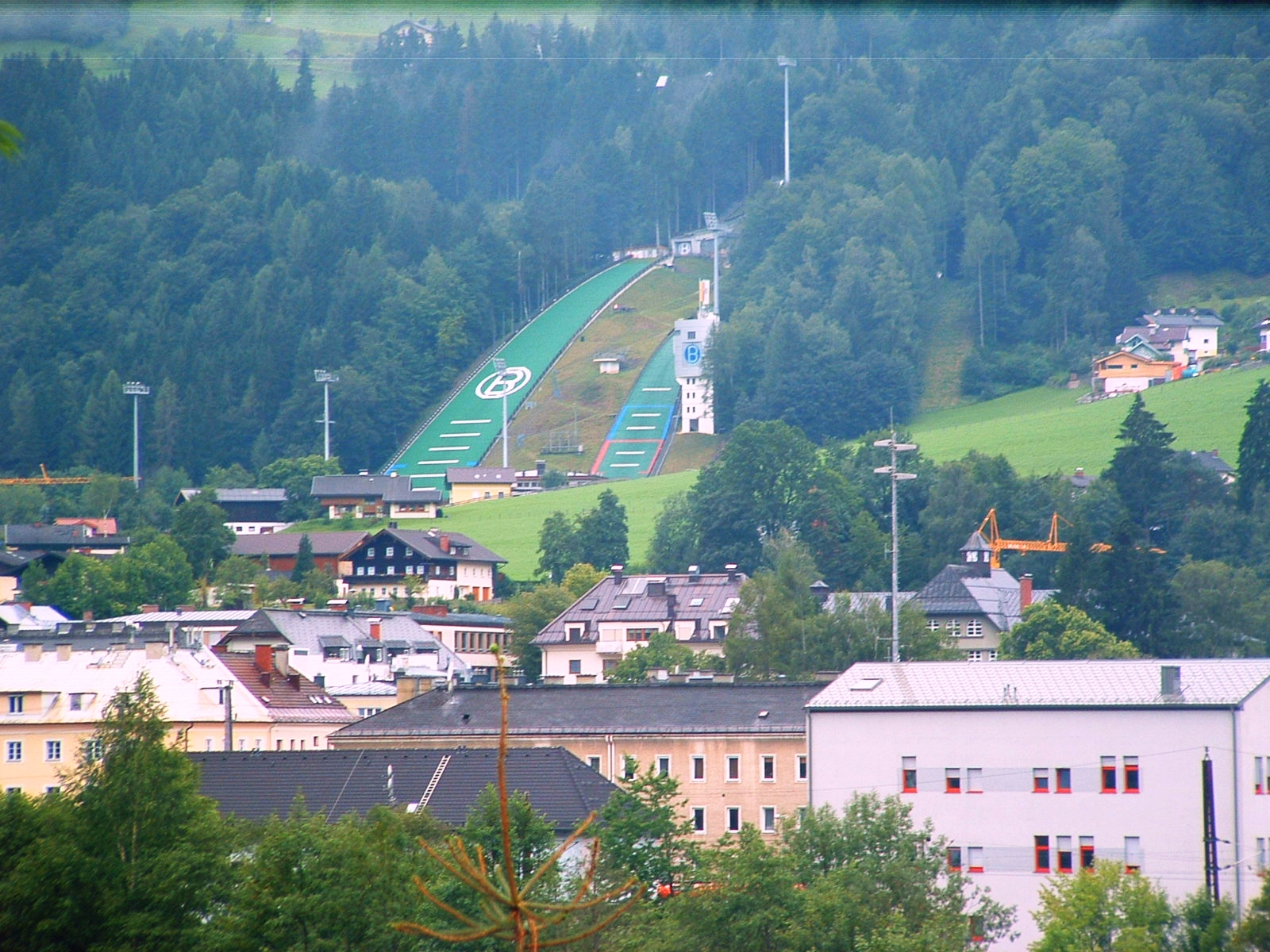
Backen i Bischofshofen

- Datum: 6 januari 2003
- Land:  Österrike
- Backe: Paul-Ausserleitner-Schanze

| Placering | Hoppare             | Land      | Poäng |
| --------- | ------------------- | --------- | ----- |
| 1         | Bjørn Einar Romøren | Norge     | 263,1 |
| 2         | Sven Hannawald      | Tyskland  | 262,4 |
| 2         | Andreas Kofler      | Österrike | 262,4 |
| 4         | Janne Ahonen        | Finland   | 259,3 |
| 5         | Sigurd Pettersen    | Norge     | 257,0 |
| 6         | Thomas Morgenstern  | Österrike | 255,5 |
| 7         | Adam Małysz         | Polen     | 253,0 |
| 8         | Primož Peterka      | Slovenien | 252,3 |
| 9         | Florian Liegl       | Österrike | 250,5 |
| 10        | Roberto Cecon       | Italien   | 248,1 |
| 11        | Peter Žonta         | Slovenien | 246,3 |
| 12        | Georg Späth         | Tyskland  | 244,5 |
| 13        | Matti Hautamäki     | Finland   | 244,2 |
| 14        | Andreas Widhölzl    | Österrike | 240,5 |
| 15        | Roar Ljøkelsøy      | Norge     | 239,0 |

## Slutställning
| Placering | Hoppare              | Land      | Poäng |
| --------- | -------------------- | --------- | ----- |
| 1         | Janne Ahonen         | Finland   | 999,9 |
| 2         | Sven Hannawald       | Tyskland  | 976,3 |
| 3         | Adam Małysz          | Polen     | 959,7 |
| 4         | Andreas Kofler       | Österrike | 957,6 |
| 5         | Primož Peterka       | Slovenien | 954,7 |
| 6         | Roar Ljøkelsøy       | Norge     | 949,3 |
| 7         | Martin Höllwarth     | Österrike | 945,6 |
| 8         | Florian Liegl        | Österrike | 934,2 |
| 9         | Andreas Goldberger   | Österrike | 923,0 |
| 10        | Thomas Morgenstern   | Österrike | 912,8 |
| 11        | Hideharu Miyahira    | Japan     | 908,9 |
| 12        | Andreas Widhölzl     | Österrike | 893,9 |
| 13        | Sigurd Pettersen     | Norge     | 890,6 |
| 14        | Georg Späth          | Tyskland  | 870,8 |
| 15        | Veli-Matti Lindström | Finland   | 868,7 |